# Вата-Пур
Долина гатов — это горная долина в Афганистане, расположенная в округе Вата-Пур провинции Кунар. Ее отдаленное месторасположение на протяжении веков препятствовало промышленному и коммерческому развитию. Жители долины, Гаты, длительное время подозреваются в выращивании опиума[1], однако из-за их отстраненности и изолированности пресечение этой деяльности оказалось сложным процессом. Несмотря на принадлежность к Афганистану, жители долины отказались от переписи населения и игнорировали любые предложения о совместной обороне.
Хотя генетическим исследованиям не удалось подтвердить эту историю, сами гаты утверждают[2], что они пришли из "далеких земель на востоке". Этнографически гаты имеют много общего с пуштунами и таджиками, но больше схожи с народами Шан и Бамар из Бирмы (Мьянмы) и Таиланда, что поддерживает их утверждения о древней диаспоре. Тем не менее, упоминания "неверных с мерзкими обычаями, называемых гатами", встречаются уже в 720 году[3].
Фактически являясь частью Нуристана, Долина гатов оставалась без официального представительства, управления или регулирования как минимум с падения правительства Наджибуллы в 1992 году. Хотя гаты и приняли[4] марксистскую революцию 1979 года, о них мало что известно в этом периоде кроме первоначальной уплаты налогов и, позднее, перехода на другую сторону из-за предложения земельной реформы - сопротивление было настолько упорным, что гатов обвинили в сотрудничестве с Пакистанской межведомственной разведкой (ISI) и Центральным разведовательным управлением США (CIA). Эти обвинения в сговоре с врагом послужили оправданием для жесткого подавления "Талибаном" гатов после 1994 года.
Этническая однородность жителей Долины гатов довольно высока, что не является удивительным учитывая их географическую изоляцию и относительную бедность[нет источника]. Смешанные браки с соседями не являются редкостью, хотя мало кто из гатов оставляет свой народ, а те, кто это делает, обычно имеют очень низкий социальный статус среди местных пуштунов и таджиков[5]. Обвинения в похищениях для вступления в брак слишком часты, чтобы игнорировать их, но официальных записей об этом практически не существует.
Диалект гатов создает впечатление языка-изолята, не имеющего общих прародителей с персидскими или иранскими языками региона[6].
Несмотря на свою чрезвычайную скрытность в отношении своих религиозных обрядов и принципов перед посторонними, центральными религиозными фигурами гатов, по-видимому, называются "Тевтан", которые выступают посредниками между народом и их божественностью. В обмен на строгий аскетический образ жизни Тевтан предоставляет защиту от болезней и врагов[7].
Несколько источников утверждают, что общество гатов является матриархальным. Почитаемые предки, в некоторых случаях, считаются возвращающимися из мира мертвых в виде Тевтанов, дающих наставления своим потомкам, а также строгие указания о правильной жизни и религиозных обрядах.
Долина гатов является чрезвычайно отдаленной и труднодоступной, что, возможно, объясняет их способность сопротивляться нападениям "Талибана". Маленький приток реки Кунар исходит из плотины у основания долины. При путешествиях в Долину гатов наиболее распространенными транспортными средствами остаются лошади и мулы.